# Хорлівська сільська рада
Хорлівська сільська́ ра́да — адміністративно-територіальна одиниця та орган місцевого самоврядування в Каланчацькому районі Херсонської області. Адміністративний центр — село Хорли.

## Загальні відомості
- Територія ради: 7,99 км²
- Населення ради: 795 осіб (станом на 2001 рік)
- Водоймиша на території ради: Каркінітська затока Чорного моря

## Населені пункти
Сільській раді підпорядковані населені пункти:
- с. Хорли

## Склад ради
Рада складається з 12 депутатів та голови.
- Голова ради: Лебідь Олег Олександрович
- Секретар ради: Федосова Людмила Дмитрівна

### Керівний склад попередніх скликань
| Прізвище, ім'я, по батькові | Основні відомості                                                 | Дата обрання | Дата звільнення |
| --------------------------- | ----------------------------------------------------------------- | ------------ | --------------- |
| Лада Леонід Андрійович      | Сільський голова, 1963 року народження, член Партії регіонів      | 22.08.2006   | 01.10.2008      |
| Лебедь Олег Олександрович   | Сільський голова, 1966 року народження, освіта вища, безпартійний | 15.03.2009   | 31.10.2010      |
| Лебідь Олег Олександрович   | Сільський голова, 1966 року народження, освіта вища, безпартійний | 31.10.2010   |                 |

Примітка: таблиця складена за даними сайту Верховної Ради України

### Депутати
За результатами місцевих виборів 2015 року депутатами ради стали:

#### За суб'єктами висування
| Суб'єкт висування | Кількість обраних депутатів | %   |
| ----------------- | --------------------------- | --- |
| Самовисування     | 12                          | 100 |

#### За округами
| Самовисування |                                |  |  |  | |
| 1             | Єфременюк Богдан Леонідович    |  |  |  | Громадянин України, народився 07.05.1992 р., освіта вища, безпартійний, фізична особа, фізична особа — підприємець, місце проживання: Херсонська обл., Каланчацький р-н, с. Хорли                |
| 2             | Федосова Людмила Дмитрівна     |  |  |  | Громадянка України, народилася 12.06.1958 р., освіта вища, безпартійна, Хорлівська сільська рада, секретар сільської ради, місце проживання: Херсонська обл., Каланчацький р-н, с. Хорли         |
| 3             | Сосна Мечислав Станіславович   |  |  |  | Громадянин України, народився 08.11.1948 р., освіта професійно-технічна, безпартійний, фізична особа, пенсіонер, місце проживання: Херсонська обл., Каланчацький р-н, с. Хорли                   |
| 4             | Задорожній Геннадій Іванович   |  |  |  | Громадянин України, народився 06.10.1963 р., освіта вища, безпартійний, б/в Каланчацької філії «Херсонгаз», охоронець, місце проживання: Херсонська обл., Каланчацький р-н, с. Хорли             |
| 5             | Лебедь Тетяна Вікторівна       |  |  |  | Громадянка України, народилася 02.05.1967 р., освіта професійно-технічна, безпартійна, фізична особа, фізична особа — підприємець, місце проживання: Херсонська обл., Каланчацький р-н, с. Хорли |
| 6             | Кондратов Віктор Миколайович   |  |  |  | Громадянин України, народився 01.05.1961 р., освіта вища, безпартійний, Хорлівська ЗОШ, кочегар, місце проживання: Херсонська обл., Каланчацький р-н, с. Хорли                                   |
| 7             | Кондратова Оксана Миколаївна   |  |  |  | Громадянка України, народилася 14.08.1963 р., освіта вища, безпартійна, Хорлівська ЗОШ, директор, місце проживання: Херсонська обл., Каланчацький р-н, с. Хорли                                  |
| 8             | Божко Василь Петрович          |  |  |  | Громадянин України, народився 10.05.1953 р., освіта професійно-технічна, безпартійний, фізична особа, фізична особа — підприємець, місце проживання: Херсонська обл., Каланчацький р-н, с. Хорли |
| 9             | Гаран Олег Леонідович          |  |  |  | Громадянин України, народився 02.08.1973 р., освіта вища, безпартійний, Хорлівська ЗОШ, вчитель, місце проживання: Херсонська обл., Каланчацький р-н, с. Хорли                                   |
| 10            | Мацієвська Вікторія Миколаївна |  |  |  | Громадянка України, народилася 11.04.1985 р., освіта вища, безпартійна, Хорлівська ЗОШ, вчитель, місце проживання: Херсонська обл., Каланчацький р-н, с. Хорли                                   |
| 11            | Лунін Сергій Вікторович        |  |  |  | Громадянин України, народився 11.02.1962 р., освіта вища, безпартійний, б/в «Білий лебідь», начальник, місце проживання: Херсонська обл., Каланчацький р-н, с. Хорли                             |
| 12            | Щетина Лариса Валентинівна     |  |  |  | Громадянка України, народилася 28.02.1959 р., освіта вища, безпартійна, Хорлівський Будинок культури, директор, місце проживання: Херсонська обл., Каланчацький р-н, с. Хорли                    |

## Населення
Згідно з переписом УРСР 1989 року чисельність наявного населення сільської ради становила 1005 осіб, з яких 530 чоловіків та 475 жінок.
За переписом населення України 2001 року в сільській раді мешкало 812 осіб.

### Мова
Розподіл населення за рідною мовою за даними перепису 2001 року:
| Мова       | Відсоток |
| ---------- | -------- |
| українська | 84,28 %  |
| російська  | 14,97 %  |
| білоруська | 0,25 %   |
| молдовська | 0,25 %   |
| інші       | 0,25 %   |